# Sindang állomás
Sindang állomás metróállomás a szöuli metró 2-es és 6-os vonalán.

## Viszonylatok
| 2-es vonal                                                                        | 2-es vonal | 2-es vonal                                                                      |
| --------------------------------------------------------------------------------- | ---------- | ------------------------------------------------------------------------------- |
| Tongdemun (Dongdaemun) történelmi és kulturális park (külső oldal) Városháza felé | fő vonal   | Szangvangsimni (Sangwangsimni) (belső oldal) Cshungdzsongno (Chungjeongno) felé |
| 6-os vonal                                                                        |            |                                                                                 |
| Cshonggu (Cheonggu) Ungam (Eungam) felé                                           | fő vonal   | Tongmjo (Dongmyo) Sinne (Sinnae) felé                                           |